# Перова, Валерия Андреевна
Валерия Андреевна Перова (р. 30 августа 2002,  Мытищи, Московская область) — российская волейболистка, либеро.  Мастер спорта России.

## Биография
Валерия Перова начала заниматься волейболом в московской СДЮСШОР № 65. В 2018 приглашена в Казань, где выступала за фарм-команды ВК «Динамо-Казань».
С марта 2020 — игрок ВК «Липецк». В 2022 году перешла в «Ленинградку».
В 2018—2019 Валерия Перова выступала за юниорскую сборную России, став в 2018 году в её составе чемпионкой Европы.

### Клубная карьера
- 2018—2019 —  «Динамо-Академия-УОР» (Казань) — молодёжная лига;
- 2018—2020 —  «Динамо-Казань-УОР» (Казань) — высшая лига «А»;
- 2020—2022 —  «Липецк» (Липецк) — суперлига;
- с 2022 —  «Ленинградка» (Санкт-Петербург) — суперлига.

## Достижения

### Клубные
- бронзовый призёр чемпионата России 2024.
- двукратный серебряный призёр розыгрышей Кубка России — 2023, 2024.
- победитель (2023) и серебряный призёр (2019) Молодёжной лиги чемпионата России.

### Со сборными России
- бронзовый призёр молодёжного чемпионата мира 2021.
- чемпионка Европы среди девушек 2018.
- чемпионка Европейского юношеского олимпийского фестиваля 2019.
- участница чемпионата мира среди девушек 2019.